# Tiúlkino
Tiúlkino (en rus: Тюлькино) és un poble (possiólok) del krai de Perm, a Rússia, que pertany al districte rural de Solikamski. El 2010 tenia 1.331 habitants.